# K.B.Sts.B. Blatt 333
Der K.Bay.Sts.B. Blatt 333 ist ein Bayerischer Güterwagen. Dabei handelt es sich um einen zweiachsigen Schemelwagen der Gattung Hz nach dem Musterblatt 333 für die Bayerischen Staatseisenbahnen gemäß Wagenstandsverzeichnis von 1913 (im WV von 1879 hat er die Blatt-Nr. 95, im WV von 1897 die Blatt-Nr. 221). Der Wagentyp wurde ausschließlich ohne Bremsen und ohne Bordwände gebaut.

## Beschaffung
In den Jahren zwischen 1863 und 1871 beschafften die K.Bay.Sts.B. insgesamt ca. 520 Schemelwagen der Gattungen Hz und Hrz. Darunter auch die in den Jahren 1866 und 1868 gebauten 20 Wagen ohne Bremseinrichtung nach der Blatt-Nr. 333 (gemäß WV von 1913).

## Verbleib
Im Verzeichnung von 1913 waren die Wagen alle schon mit dem Vermerk "die Wagen werden aus dem Betrieb gezogen" versehen. Die Ausmusterung der restlichen 1913 noch im Bestand geführten 10 Wagen war bis 1915 abgeschlossen.

## Konstruktive Merkmale

### Untergestell
Das Untergestell der Wagen war noch aus einer Kombination von Profileisen und Holz aufgebaut. Die äußeren Längsträger sowie alle inneren Quer- und Diagonalprofile waren aus Eisen, die Pufferträger oder "Kopfstücke" aus Holz. Die äußeren Längsträger hatten ein Doppel-T-Profil und eine Höhe von 235 mm. Im Gegensatz zu anderen Untergestellbauarten waren bei diesem auf Grund der Belastung durch den Drehschemel keine durchgehenden, inneren Längsträger vorhanden. Vielmehr wurden die diagonalen Pufferstützen bis zur Wagenmitte geführt, wo sie auf zwei links und rechts von der Mitte vorhandene, verstärkte Querträger trafen (siehe auch die Wagenskizze). Als Zugeinrichtung hatten die Wagen Schraubenkupplungen mit Sicherheitsbügel. Die Zugstange war wegen der besonderen Befestigung des Drehschemels nicht durchgehend, sondern wurde um diesen im Bogen herumgeführt. Sie war mittig gefedert. Als Stoßeinrichtung besaßen die Wagen Stangenpuffer mit einer Einbaulänge von 612 mm. Die Pufferteller hatten einen Durchmesser von 370 mm.

### Laufwerk
Die Wagen hatten aus Flacheisen geschmiedete Fachwerk-Achshalter der kurzen, geraden Bauform. Gelagert waren die Achsen in geteilten Gleitachslagern bayerischer Bauform. Die Räder hatten Speichenradkörper der Bauart 38 mit einem Raddurchmesser von 986 mm. Die Federung bestand jeweils aus acht 1.130 mm langen Federblättern mit einem Querschnitt von 76 × 13 mm.

### Wagenkasten
Der Wagenkasten war komplett aus Holz mit eisernen Profilverstärkungen aufgebaut. Die Wagen hatten alle keine Bordwände. Im Gegensatz zu späteren Bauarten konnte hier der mittig angebrachte, aus Eisenprofilen bestehende, Drehschemel nicht durchgedreht werden. Das Auflager der Drehschemel war mit Eisenzinken versehen um ein Verrutschen der Ladung zu verhindern. Zusätzlich gab es noch Sicherungsketten mit Einschlaghaken, die ebenfalls das Verrutschen der Ladung verhindern sollten. Die beiden eisernen Steckrungen des Drehschemels waren mit Spannketten verbunden. Die Bodenplanken waren 40 mm stark.

## Skizzen, Musterblätter, Fotos

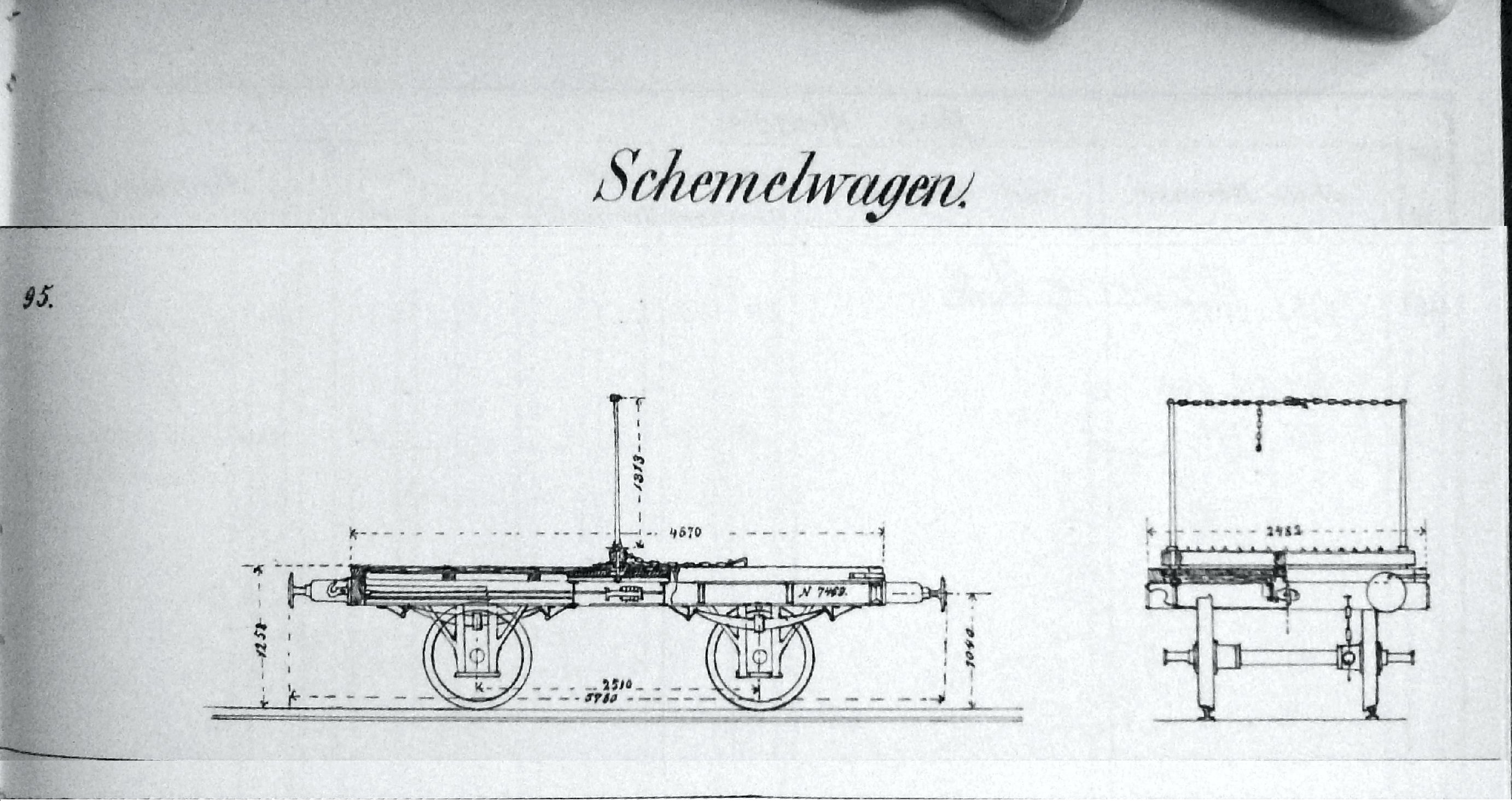
Ansicht zu Blatt 95 aus WV von 1879
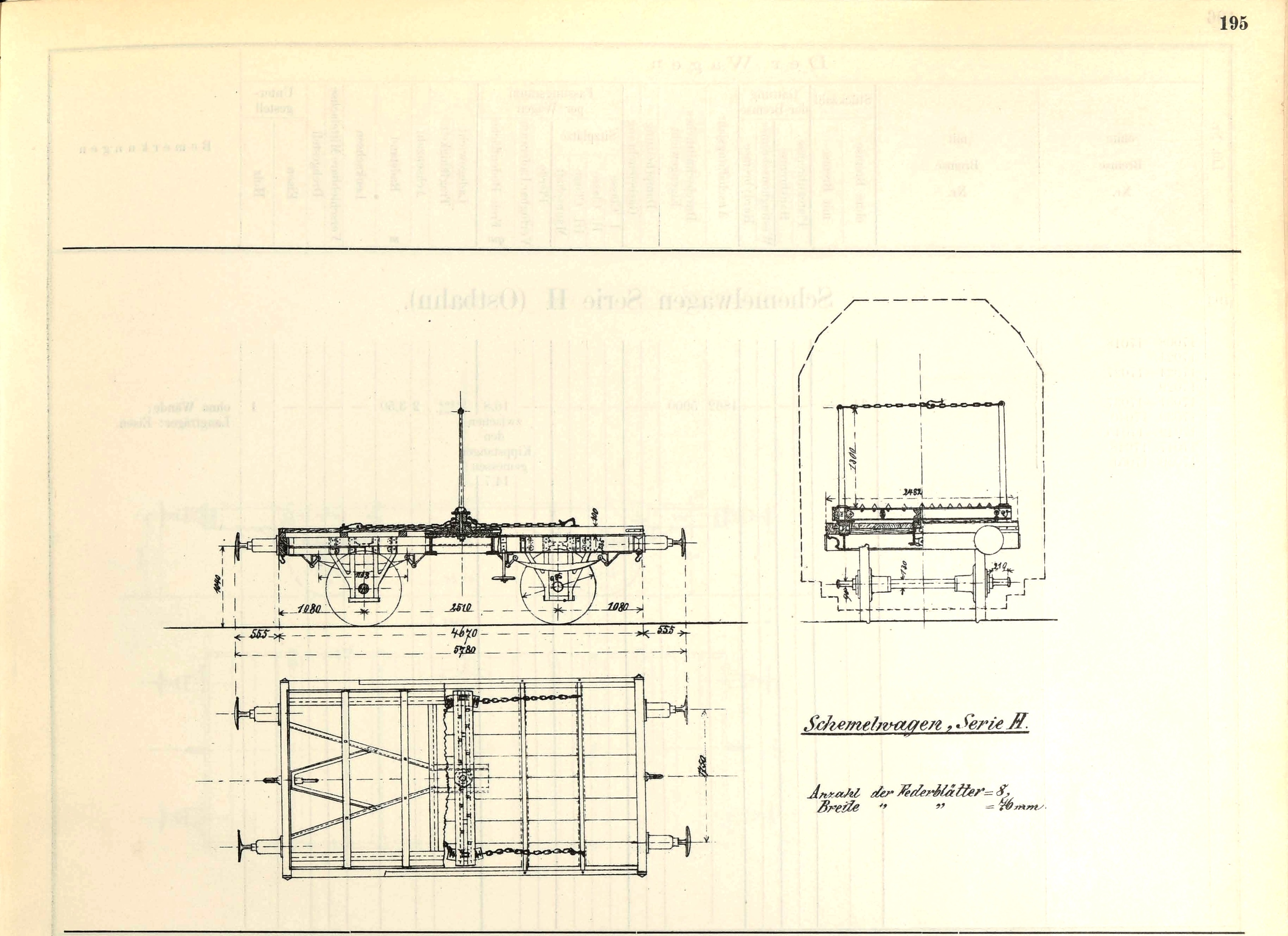
Ansicht zu Blatt 191 aus WV von 1891
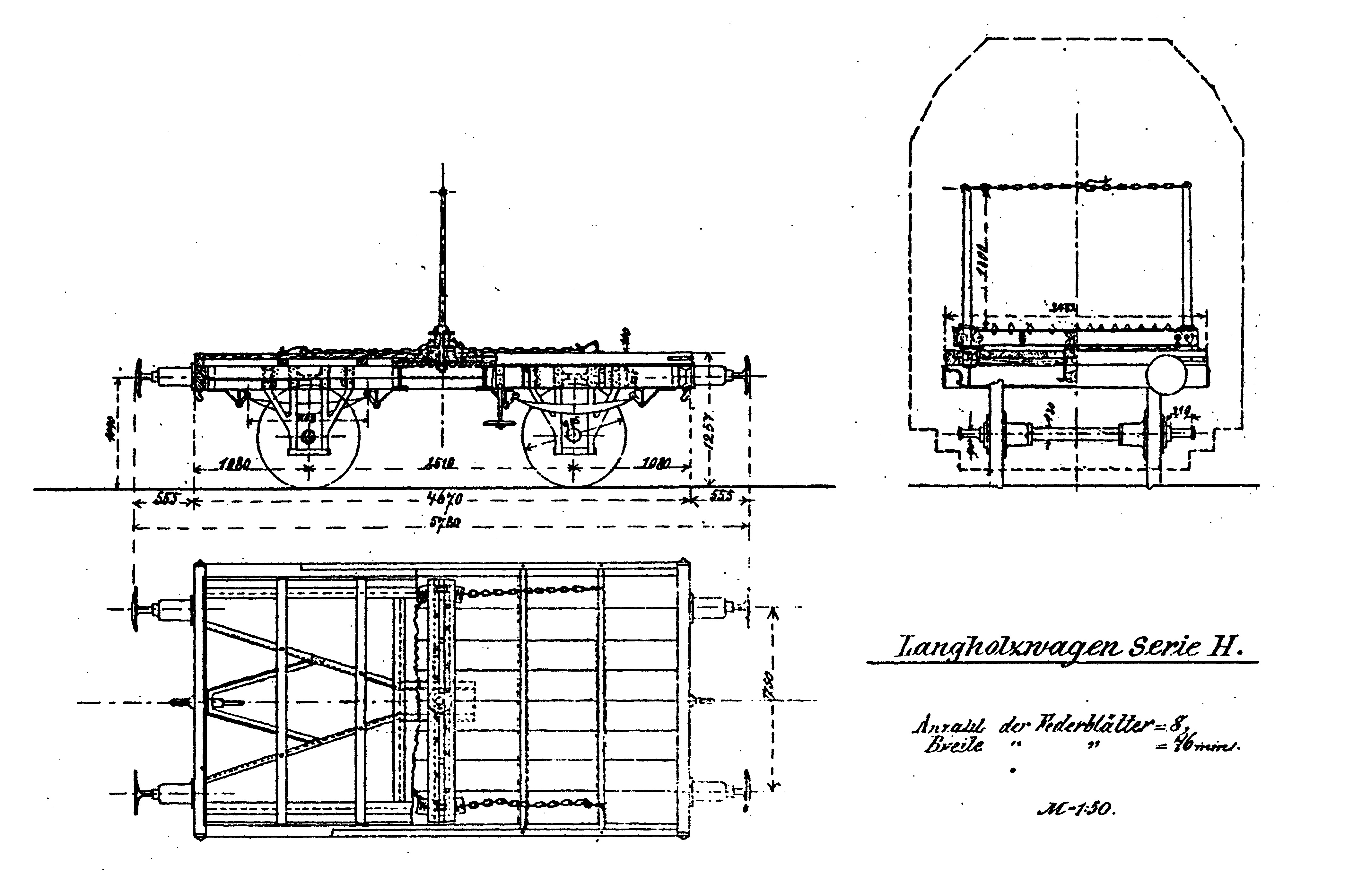
Ansicht zu Blatt 221 aus WV von 1897
Ansicht zu Blatt 333 aus WV von 1913

## Wagennummern
Die Daten sind den WV der Kgl.Bayer.Staatseisenbahnen, aufgestellt nach dem Stande vom 1. Juni 1879, dem 31. März 1897 und dem 1. März 1913 entnommen.
| Herstelldaten                | Herstelldaten                | Wagennummern je Epoche | Wagennummern je Epoche | Wagennummern je Epoche | Wagennummern je Epoche | Wagennummern je Epoche | Abmessungen | Abmessungen | Fahrwerk        | Fahrwerk        | Fahrwerk        | Fahrwerk        | Wände        | Wände        | Fassungsraum     | Fassungsraum      | Fassungsraum     | Fassungsraum  | Gewichte          | Gewichte           | Zusatzinfos                      |
| Bau- jahr                    | Her- stel- ler               | ab 1875                | ab 1895                | ab 1909 (1907)         | DR (ab 1923)           | Aus- gemu- stert       | Anz. Achs.  | Rad- stand  | LüP             | Unt. Gest.      | LA.             | Brem- sen       | Stirn        | Seite        | Lade- länge [mm] | Lade- breite [mm] | Boden- fläche m2 | Lade- raum m3 | Lade- gewicht [t] | Eigen- gewicht [t] | Bemerkungen                      |
| Blatt-Nr. aus WV von Gattung | Blatt-Nr. aus WV von Gattung | 95 1879 H.             | 221 1897 H.            | 333 1913 H.z.          | Hz Bay 67              |                        |             |             | (siehe Legende) | (siehe Legende) | (siehe Legende) | (siehe Legende) | umklapp- bar | umklapp- bar |                  |                   |                  |               |                   |                    | Drehschemel mit zwei Kipfstangen |
| ---------------------------- | ---------------------------- | ---------------------- | ---------------------- | ---------------------- | ---------------------- | ---------------------- | ----------- | ----------- | --------------- | --------------- | --------------- | --------------- | ------------ | ------------ | ---------------- | ----------------- | ---------------- | ------------- | ----------------- | ------------------ | -------------------------------- |
| 1867/68                      |                              | 7 469                  | 70 073                 |                        |                        | <1913                  | 2           | 2.520       | 5.784           | H /E            |                 |                 |              |              | 4.670            | 2.482             | 11,6             |               | 10,0              | 5,0                |                                  |
| 1867/68                      | 7 470                        | 70 074                 | Re 70 074              |                        |                        |                        | 2           | 2.520       | 5.784           | H /E            |                 |                 |              |              | 4.670            | 2.482             | 11,6             |               | 10,0              | 5,0                |                                  |
| 1867/68                      | 7 471                        | 70 075                 | Re 70 075              |                        |                        |                        | 2           | 2.520       | 5.784           | H /E            |                 |                 |              |              | 4.670            | 2.482             | 11,6             |               | 10,0              | 5,0                |                                  |
| 1867/68                      | 7 472                        | 70 076                 |                        |                        | <1913                  |                        | 2           | 2.520       | 5.784           | H /E            |                 |                 |              |              | 4.670            | 2.482             | 11,6             |               | 10,0              | 5,0                |                                  |
| 1867/68                      | 7 473                        | 70 077                 |                        |                        | <1913                  |                        | 2           | 2.520       | 5.784           | H /E            |                 |                 |              |              | 4.670            | 2.482             | 11,6             |               | 10,0              | 5,0                |                                  |
| 1867/68                      | 7 474                        | 70 078                 |                        |                        | <1913                  |                        | 2           | 2.520       | 5.784           | H /E            |                 |                 |              |              | 4.670            | 2.482             | 11,6             |               | 10,0              | 5,0                |                                  |
| 1867/68                      | 7 475                        | 70 079                 |                        |                        | <1913                  |                        | 2           | 2.520       | 5.784           | H /E            |                 |                 |              |              | 4.670            | 2.482             | 11,6             |               | 10,0              | 5,0                |                                  |
| 1867/68                      | 7 476                        |                        |                        |                        | <1897                  |                        | 2           | 2.520       | 5.784           | H /E            |                 |                 |              |              | 4.670            | 2.482             | 11,6             |               | 10,0              | 5,0                |                                  |
| 1867/68                      | 7 477                        | 70 081                 |                        |                        | <1913                  |                        | 2           | 2.520       | 5.784           | H /E            |                 |                 |              |              | 4.670            | 2.482             | 11,6             |               | 10,0              | 5,0                |                                  |
| 1867/68                      | 7 478                        | 70 082                 | Re 70 082              |                        |                        |                        | 2           | 2.520       | 5.784           | H /E            |                 |                 |              |              | 4.670            | 2.482             | 11,6             |               | 10,0              | 5,0                |                                  |
| 1867/68                      | 7 479                        | 70 083                 | Re 70 083              |                        |                        |                        | 2           | 2.520       | 5.784           | H /E            |                 |                 |              |              | 4.670            | 2.482             | 11,6             |               | 10,0              | 5,0                |                                  |
| 1867/68                      | 7 480                        | 70 084                 |                        |                        | <1913                  |                        | 2           | 2.520       | 5.784           | H /E            |                 |                 |              |              | 4.670            | 2.482             | 11,6             |               | 10,0              | 5,0                |                                  |
| 1867/68                      | 7 481                        | 70 085                 | Re 70 085              |                        | <1916                  |                        | 2           | 2.520       | 5.784           | H /E            |                 |                 |              |              | 4.670            | 2.482             | 11,6             |               | 10,0              | 5,0                |                                  |
| 1867/68                      | 7 482                        | 70 086                 | Re 70 086              |                        |                        |                        | 2           | 2.520       | 5.784           | H /E            |                 |                 |              |              | 4.670            | 2.482             | 11,6             |               | 10,0              | 5,0                |                                  |
| 1867/68                      | 7 483                        | 70 087                 | Re 70 087              |                        |                        |                        | 2           | 2.520       | 5.784           | H /E            |                 |                 |              |              | 4.670            | 2.482             | 11,6             |               | 10,0              | 5,0                |                                  |
| 1867/68                      | 7 484                        | 70 088                 |                        |                        | <1913                  |                        | 2           | 2.520       | 5.784           | H /E            |                 |                 |              |              | 4.670            | 2.482             | 11,6             |               | 10,0              | 5,0                |                                  |
| 1867/68                      | 7 485                        | 70 089                 | Re 70 089              |                        |                        |                        | 2           | 2.520       | 5.784           | H /E            |                 |                 |              |              | 4.670            | 2.482             | 11,6             |               | 10,0              | 5,0                |                                  |
| 1867/68                      | 7 486                        | 70 090                 |                        |                        | <1913                  |                        | 2           | 2.520       | 5.784           | H /E            |                 |                 |              |              | 4.670            | 2.482             | 11,6             |               | 10,0              | 5,0                |                                  |
| 1867/68                      | 7 487                        | 70 091                 | Re 70 091              |                        |                        |                        | 2           | 2.520       | 5.784           | H /E            |                 |                 |              |              | 4.670            | 2.482             | 11,6             |               | 10,0              | 5,0                |                                  |
| 1867/68                      | 7 488                        | 70 092                 | Re 70 092              |                        |                        |                        | 2           | 2.520       | 5.784           | H /E            |                 |                 |              |              | 4.670            | 2.482             | 11,6             |               | 10,0              | 5,0                |                                  |